# Elzele
Elzele (Frans: Ellezelles) is een plaats en gemeente in de Belgische provincie Henegouwen. De gemeente telt bijna 6.000 inwoners. Elzele ligt in het noorden van de provincie, nabij de Vlaamse stad Ronse. Het dorp bevindt zich in de streek Pays des Collines.

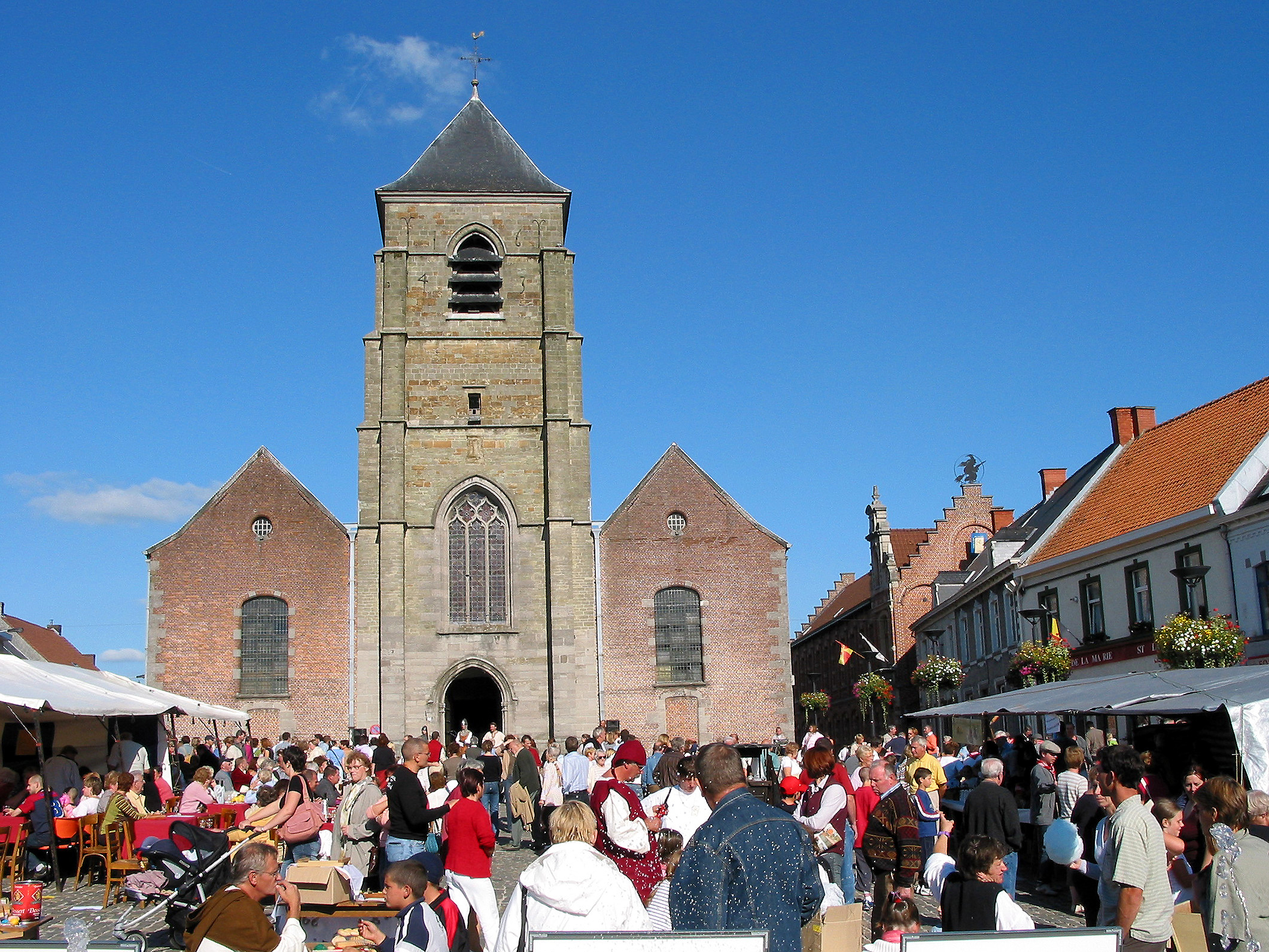
Sint-Pieters-Bandenkerk

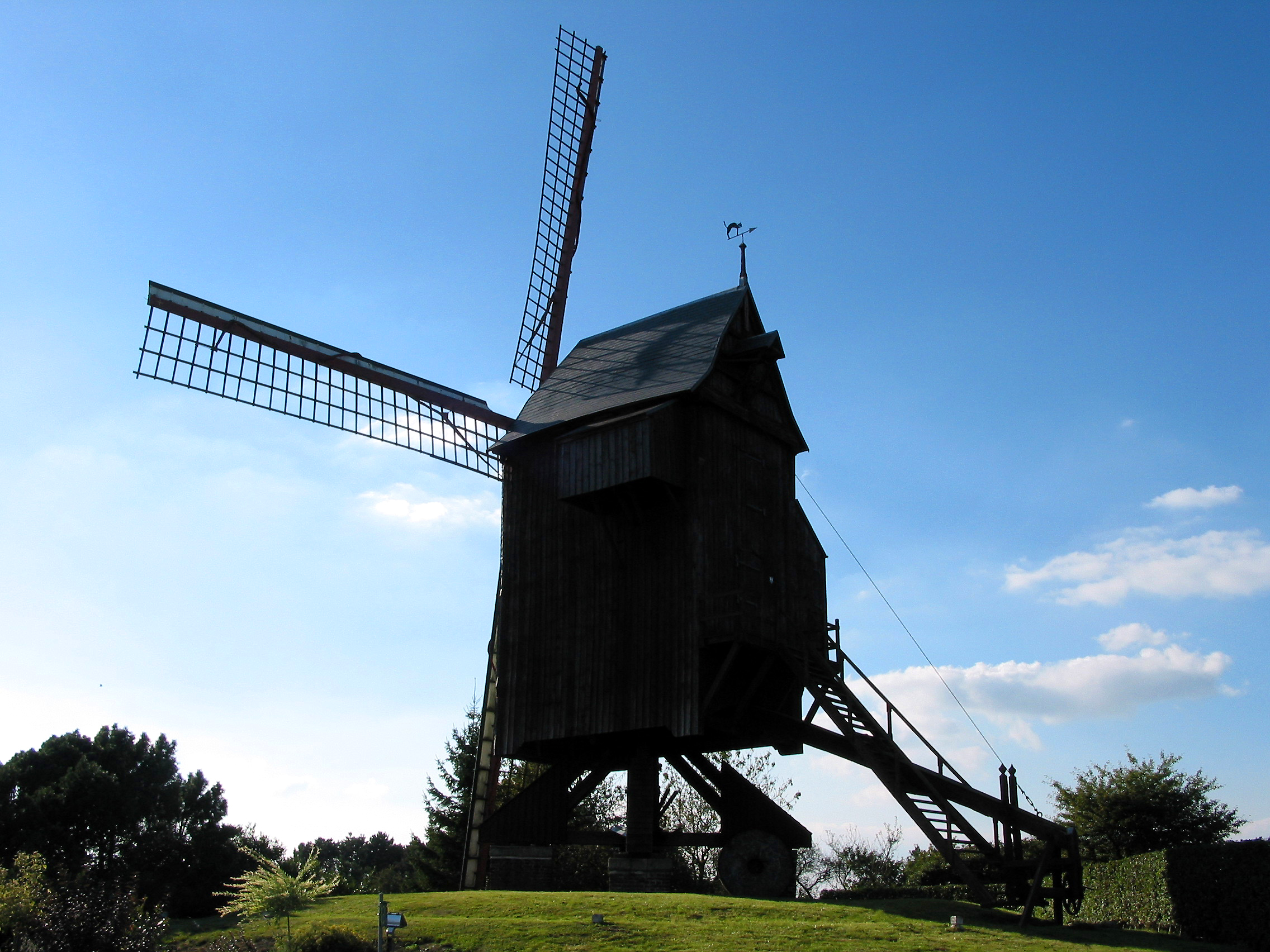
De windmolen van de "Wilde Kat"

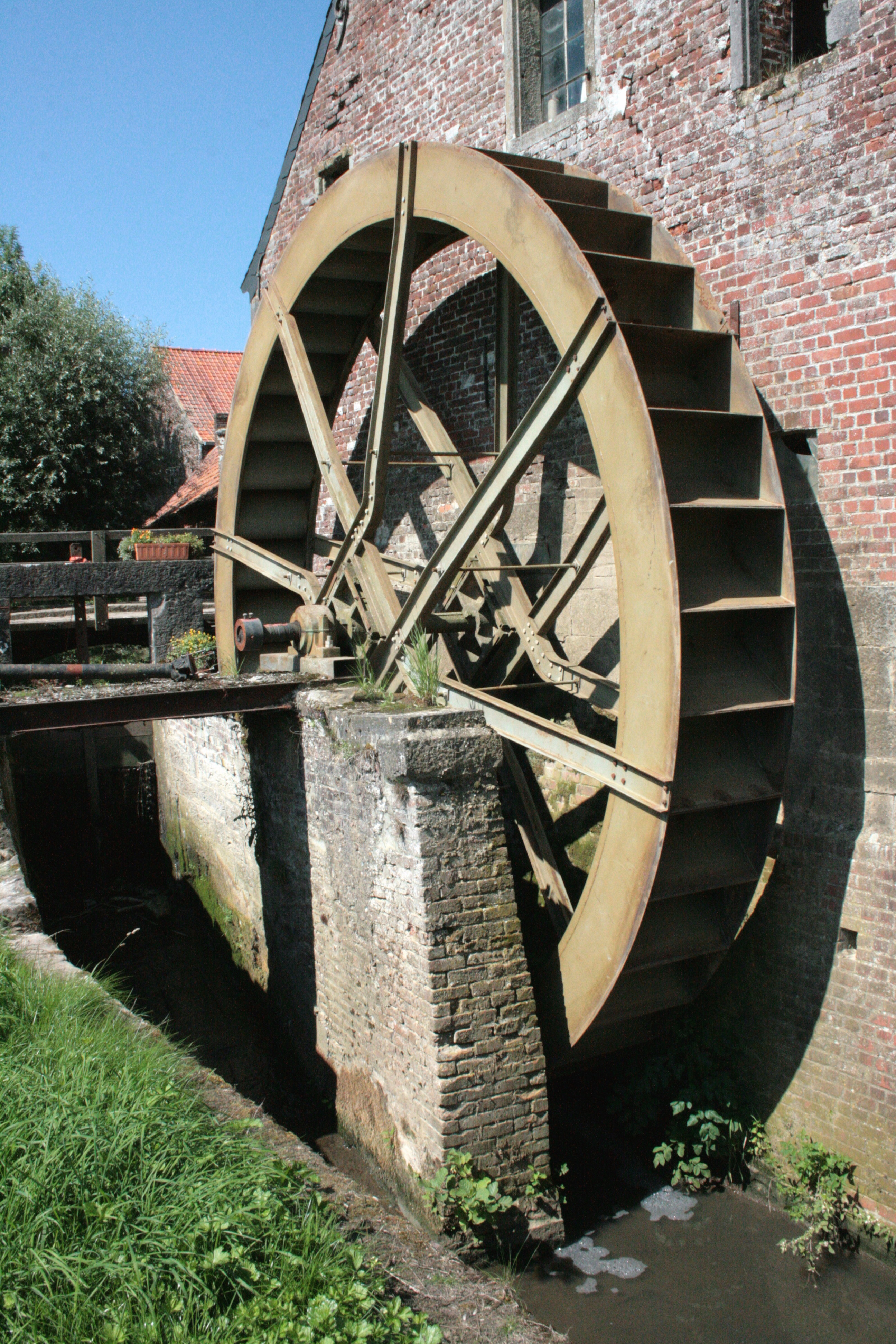
Moulin du Tordoir

## Geschiedenis
Vanaf de dertiende eeuw was het gebied een voortdurend twistpunt tussen Vlaanderen en Henegouwen. Daardoor werd de streek vaak aangeduid als het Debattenland. In 1522 werd Lamoraal van Egmont hier geboren.

## Bezienswaardigheden
- Het plaatselijk infocentrum Maison du Pays des Collines bevat naast tijdelijke tentoonstellingen ook een vaste animatronics-rondgang waarbij men doorheen het ontstaan van het Parc naturel du Pays des Collines, oude ambachten streekproducten en de geschiedenis van het dorp wordt geloodst.
- Le Sentier de l'Etrange is een 6 kilometer lange wandelpad waarlangs beelden en sculpturen, meestal in het heksenthema, staan.
- De Sint-Pieters-Bandenkerk
- De Sint-Antonius van Paduakerk
- De Sint-Pieterskapel
- De Onze-Lieve-Vrouw van Bois-Duchékapel
- De Sint-Rochuskapel
- De Onze-Lieve-Vrouw van de Vredekapel
- Het Klooster van de Zusters van Liefde van de Goede en Eeuwigdurende Bijstand
- De Moulin du Cat Sauvage of Kattemolen, een windmolen uit 1750.
- De Moulin du Tordoir, een watermolen uit 1791.
- De Moulin d'Hubermont
- De Moulin Delatre, een windmolenrestant
- De Witte Molen, een windmolenrestant
- Het Kasteel Belval
- De schandpaal

.

## Natuur en landschap
Elzele ligt in het Pays des Collines op een hoogte van 55 meter (kerk). Naar het noorden toe liggen heuvels die een hoogte van 157 meter bereiken. In het zuidwesten ligt eveneens een heuvelrug die tot 139 meter hoogte reikt. Over het tracé van de voormalige spoorlijn 87 loopt tegenwoordig een fietspad.

## Folklore
In 1610 zou de plaatselijke heks Quintine in Elzele opgehangen en verbrand zijn. Om dit te herdenken wordt er sinds 1972 jaarlijks een heksensabbat georganiseerd eind juni. Daarnaast kan men doorheen het gehele dorp heksenafbeeldingen terugvinden. Ook beweren lokale folkloristen dat het fictieve personage Hercule Poirot er op 1 april 1850 is geboren. Beide figuren zijn ook vereeuwigd als bieren van de plaatselijke brouwerij.

## Kernen

### Deelgemeenten
| # | Naam      | Opp. (km²) | Inwoners (2020) | Inwoners per km² | NIS-code |
| - | --------- | ---------- | --------------- | ---------------- | -------- |
| 1 | Elzele    | 21,44      | 4.147           | 193              | 51017A   |
| 2 | Wodecq    | 15,87      | 1.364           | 86               | 51017B   |
| 3 | Lahamaide | 7,80       | 481             | 62               | 51017C   |

### Overige kernen
In het zuiden van Elzele ligt het gehucht Grand Monchaut.

### Aangrenzende gemeenten
De gemeente Elzele grenst aan de volgende gemeenten en dorpen:
| - a. Saint-Sauveur (gemeente Frasnes-lez-Anvaing) - b. Frasnes-lez-Buissenal (gemeente Frasnes-lez-Anvaing) - c. Buissenal (gemeente Frasnes-lez-Anvaing) - d. Œudeghien (gemeente Frasnes-lez-Anvaing) - e. Ostiches (stad Aat) |

| - f. Wannebecq (stad Lessen) - g. Ogy (stad Lessen) - h. Vloesberg (gemeente Vloesberg) - i. Schorisse (gemeente Maarkedal) - j. Ronse (stad Ronse) |

### Kaart

Elzele, deelgemeenten en buurgemeenten. De gele gebieden zijn bebouwde kernen.

## Demografische ontwikkeling

### Demografische ontwikkeling voor de fusie
- Bron:NIS - Opm:1831 t/m 1970=volkstellingen; 1976= inwoneraantal op 31 december

### Demografische ontwikkeling van de fusiegemeente
Alle historische gegevens hebben betrekking op de huidige gemeente, inclusief deelgemeenten, zoals ontstaan na de fusie van 1 januari 1977.
- Bronnen:NIS, Opm:1831 tot en met 1981=volkstellingen; 1990 en later= inwonertal op 1 januari

| Inwoners van jaar tot jaar op 1 januari 1992 tot heden | Inwoners van jaar tot jaar op 1 januari 1992 tot heden | Inwoners van jaar tot jaar op 1 januari 1992 tot heden |
| jaar                                                   | Aantal                                                 | Evolutie: 1992=index 100                               |
| ------------------------------------------------------ | ------------------------------------------------------ | ------------------------------------------------------ |
| 1992                                                   | 5.441                                                  | 100,0                                                  |
| 1993                                                   | 5.463                                                  | 100,4                                                  |
| 1994                                                   | 5.579                                                  | 102,5                                                  |
| 1995                                                   | 5.554                                                  | 102,1                                                  |
| 1996                                                   | 5.525                                                  | 101,5                                                  |
| 1997                                                   | 5.571                                                  | 102,4                                                  |
| 1998                                                   | 5.580                                                  | 102,6                                                  |
| 1999                                                   | 5.557                                                  | 102,1                                                  |
| 2000                                                   | 5.580                                                  | 102,6                                                  |
| 2001                                                   | 5.600                                                  | 102,9                                                  |
| 2002                                                   | 5.616                                                  | 103,2                                                  |
| 2003                                                   | 5.600                                                  | 102,9                                                  |
| 2004                                                   | 5.615                                                  | 103,2                                                  |
| 2005                                                   | 5.644                                                  | 103,7                                                  |
| 2006                                                   | 5.676                                                  | 104,3                                                  |
| 2007                                                   | 5.711                                                  | 105,0                                                  |
| 2008                                                   | 5.787                                                  | 106,4                                                  |
| 2009                                                   | 5.824                                                  | 107,0                                                  |
| 2010                                                   | 5.876                                                  | 108,0                                                  |
| 2011                                                   | 5.870                                                  | 107,9                                                  |
| 2012                                                   | 5.901                                                  | 108,5                                                  |
| 2013                                                   | 5.917                                                  | 108,7                                                  |
| 2014                                                   | 5.969                                                  | 109,7                                                  |
| 2015                                                   | 5.925                                                  | 108,9                                                  |
| 2016                                                   | 5.922                                                  | 108,8                                                  |
| 2017                                                   | 5.979                                                  | 109,9                                                  |
| 2018                                                   | 6.001                                                  | 110,3                                                  |
| 2019                                                   | 5.975                                                  | 109,8                                                  |
| 2020                                                   | 5.992                                                  | 110,1                                                  |
| 2021                                                   | 6.004                                                  | 110,3                                                  |
| 2022                                                   | 6.025                                                  | 110,7                                                  |
| 2023                                                   | 5.969                                                  | 109,7                                                  |
| 2024                                                   | 5.970                                                  | 109,7                                                  |
| 2025                                                   | 5.948                                                  | 109,3                                                  |

## Politiek

### Resultaten gemeenteraadsverkiezingen sinds 1976
| Partij                   | 10-10-1976 | 10-10-1976 | 10-10-1982 | 10-10-1982 | 9-10-1988 | 9-10-1988 | 9-10-1994 | 9-10-1994 | 8-10-2000 | 8-10-2000 | 8-10-2006 | 8-10-2006 | 14-10-2012 | 14-10-2012 | 14-10-2018 | 14-10-2018 | 13-10-2024 | 13-10-2024 |
| Stemmen / Zetels         | %          | 17         | %          | 17         | %         | 17        | %         | 17        | %         | 17        | %         | 17        | %          | 17         | %          | 17         | %          | 17         |
| ------------------------ | ---------- | ---------- | ---------- | ---------- | --------- | --------- | --------- | --------- | --------- | --------- | --------- | --------- | ---------- | ---------- | ---------- | ---------- | ---------- | ---------- |
| PS                       | -          |            | -          |            | -         |           | 37,00     | 7         | 35,69     | 7         | 30,72     | 5         | 27,59      | 5          | 25,40      | 4          | 15,69      | 2          |
| PSC1/cdH2/cdH-LB3/LB4    | 49,391     | 9          | 28,071     | 4          | 34,831    | 5         | 27,091    | 4         | 25,271    | 4         | 35,612    | 7         | 43,793     | 8          | 43,034     | 8          | 52,394     | 11         |
| ECOLO                    | -          |            | -          |            | -         |           | -         |           | 6,73      | 0         | 4,4       | 0         | 9,52       | 1          | 13,87      | 2          | 10,45      | 1          |
| PRL-IC1/PRL-MCC2/MR3/IC4 | -          |            | -          |            | -         |           | 35,911    | 6         | 32,312    | 6         | 29,273    | 5         | 19,14      | 3          | 17,713     | 3          | 21,473     | 3          |
| IC                       | 47,67      | 8          | 68,96      | 13         | 65,17     | 12        | -         |           | -         |           | -         |           | 19,14      | 3          | -          |            | -          |            |
| PCB                      | 2,93       | 0          | -          |            | -         |           | -         |           | -         |           | -         |           | -          |            | -          |            | -          |            |
| PRD                      | -          |            | 2,97       | 0          | -         |           | -         |           | -         |           | -         |           | -          |            | -          |            | -          |            |
| Totaal stemmen           | 3872       | 3872       | 3821       | 3821       | 3900      | 3900      | 4050      | 4050      | 4065      | 4065      | 4204      | 4204      | 4276       | 4276       | 4335       | 4335       | 4149       | 4149       |
| Opkomst %                |            |            |            |            | 96,04     | 96,04     | 94,91     | 94,91     | 93,32     | 93,32     | 94,62     | 94,62     | 92,67      | 92,67      | 92,35      | 92,35      | 88,71      | 88,71      |
| Blanco en ongeldig %     | 2,27       | 2,27       | 3,79       | 3,79       | 4,82      | 4,82      | 4,84      | 4,84      | 6,74      | 6,74      | 4,76      | 4,76      | 5,47       | 5,47       | 6,69       | 6,69       | 6,60       | 6,60       |

## Nabijgelegen kernen
Ronse, Vloesberg, Louise-Marie, d'Hoppe, Grand Monchaut